# Nhà thờ chính tòa Teruel
Nhà thờ chính tòa Teruel  là một nhà thờ ở Teruel, Aragon, Tây Ban Nha. Được phép của Maria, nó là một ví dụ của kiến trúc Mudéjar. Cùng với các nhà thờ khác trong các thị trấn và tỉnh Zaragoza, được liệt kê là di sản thế giới kiến trúc mudejar ở Aragon từ năm 1986.

## Lịch sử

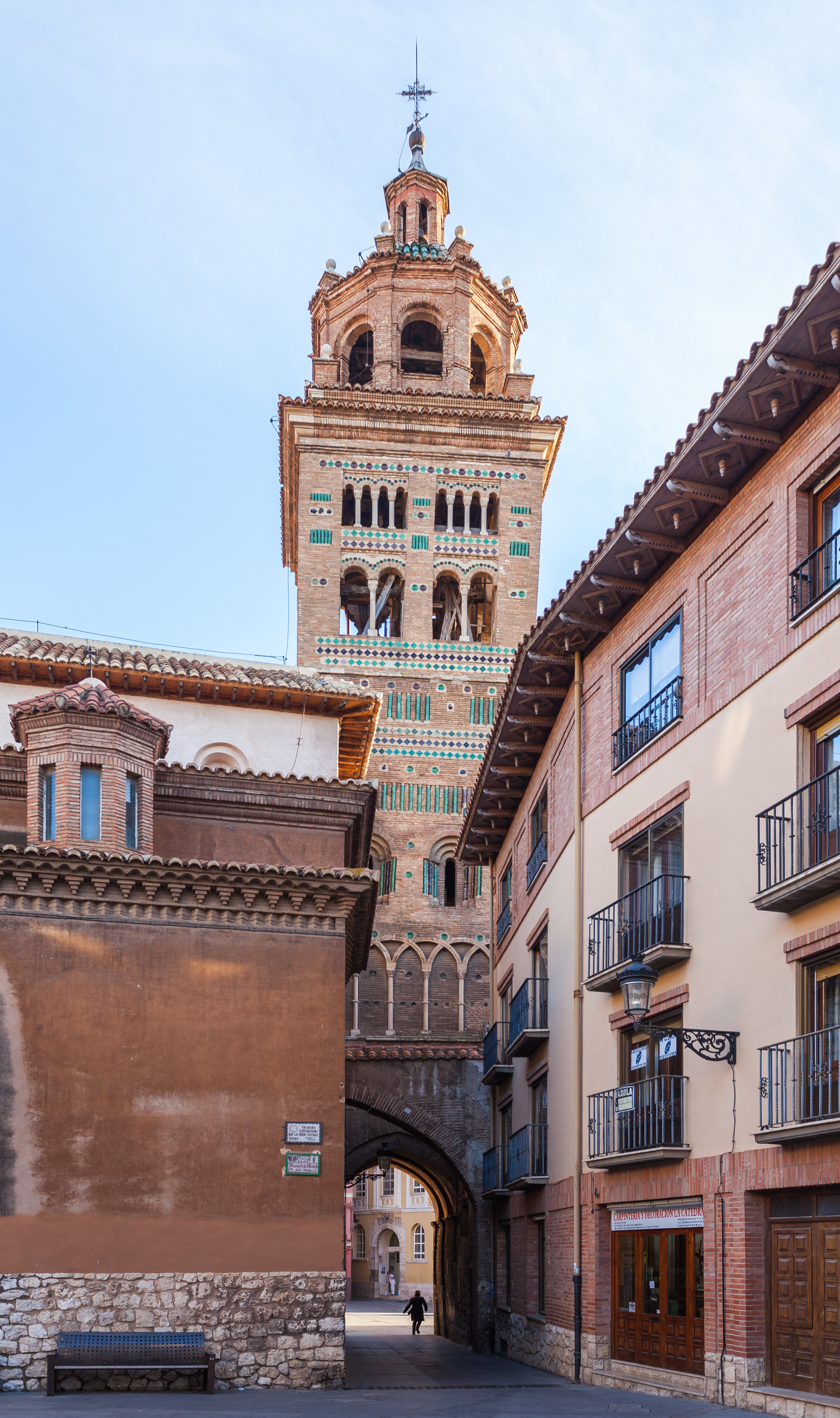
Tháp nhà thờ.

Nhà thờ có nguồn gốc từ Alfonso II of Aragon, người ra lệnh xây dựng và được phép thánh Mary de Mediavilla theo phong cách kiến trúc Roman.
Mặt tiền nhà thờ theo phong cách neo-Mudéjar, được hoàn thiện năm 1909.

## Hình ảnh

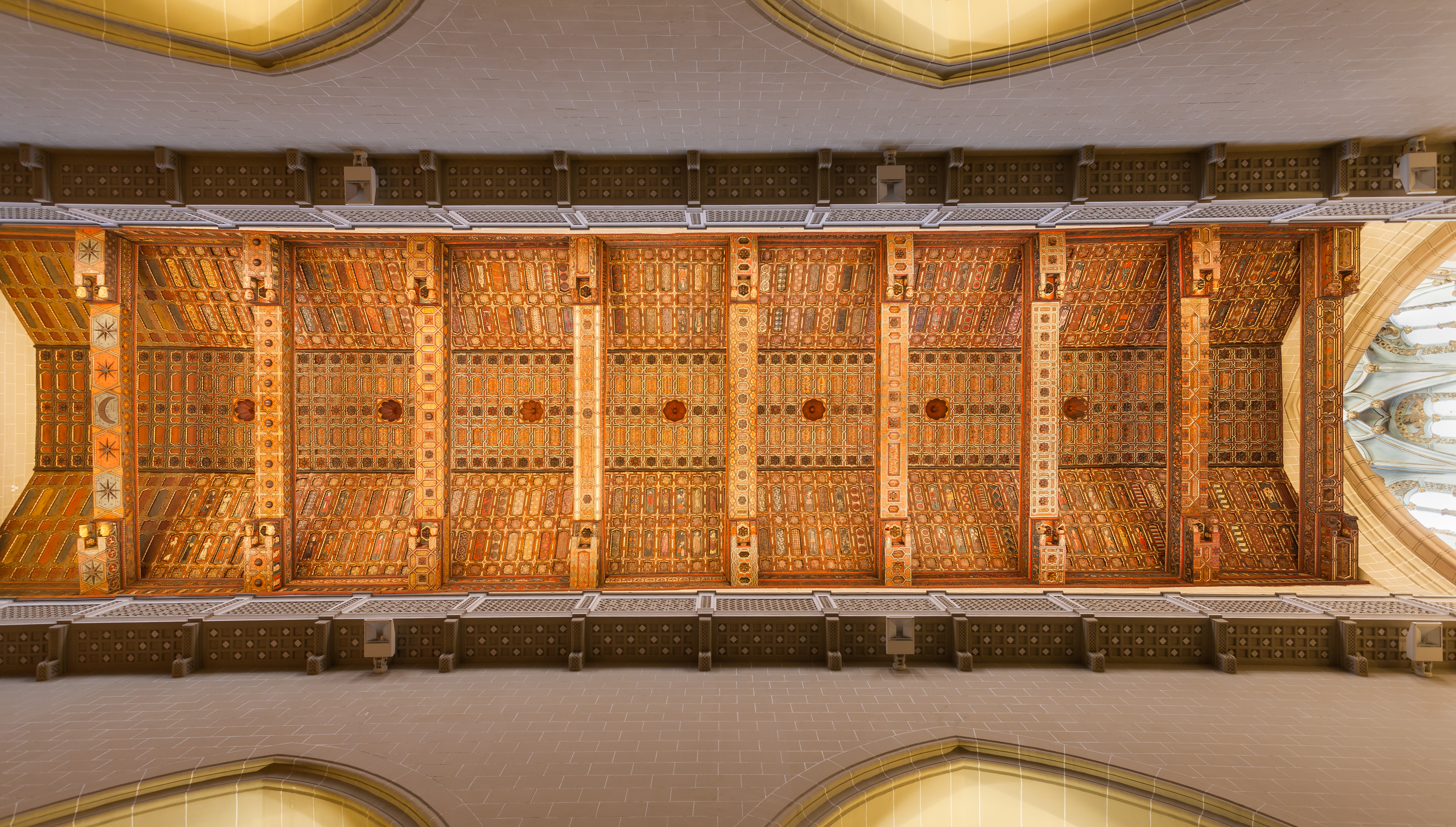
Trần trang trí Coffer của tháp canh
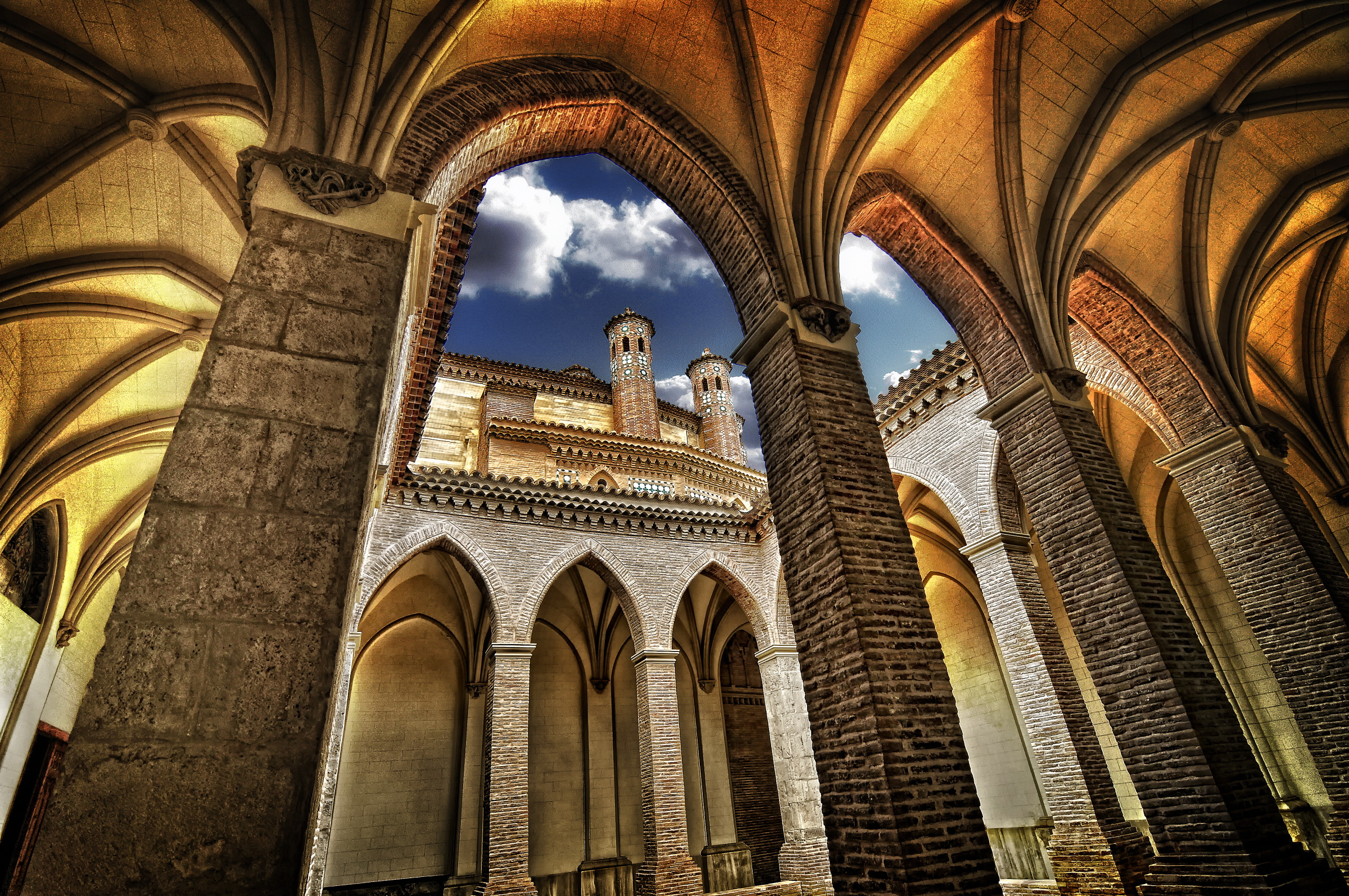
Tu viện Mudéjar